# Death to All
Death to All è un album dei Necrophobic del 2009.

## Tracce
1. Celebration of the Goat – 4:42
2. Revelation 666 – 6:54
3. La Santisima Muerte – 3:54
4. For Those Who Stayed Satanic – 4:57
5. Temple of Damnation – 5:55
6. The Tower – 4:45
7. Wings of Death – 5:12
8. Death to All – 8:44

## Formazione
- Tobias Sidegård - voce
- Sebastian Ramstedt - chitarra
- Johan Bergebäck - chitarra
- Joakim Sterner - batteria
- Alex Friberg - basso